# Romina Pinna
Romina Pinna (Olbia, 2 maggio 1993) è una calciatrice italiana, attaccante del Lumezzane.

## Carriera

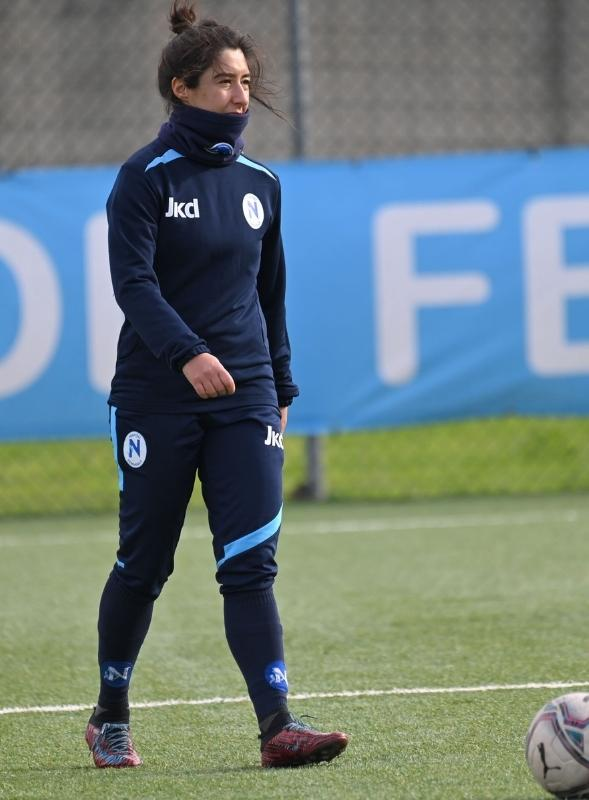
Romina Pinna al Napoli Femminile nella stagione 2021-22.

Romina Pinna si appassiona al calcio fin da giovanissima decidendo di tesserarsi per la società della cittadina dove risiede, Oschiri, giocando nelle formazioni miste dai 6 fino ai 14 anni, età massima per poter giocare con i maschietti.
Notata dagli osservatori delle maggiori squadre femminili della Sardegna, decide di scegliere di trasferirsi alla Eurospin Torres che le offre l'opportunità di giocare nelle sue formazioni giovanili interamente femminili. Dopo aver indossato la maglia della Torres nel Campionato Primavera, grazie alle sue prestazioni Pinna riesce a conquistare la fiducia della società che decide di inserirla nella rosa della squadra titolare che milita in Serie A dalla stagione 2009-2010.
Tuttavia per la stagione successiva la società la cede in prestito all'Atletico Oristano, formazione che gioca in Serie A2, l'allora secondo livello nella struttura del campionato italiano. Con la maglia dell'Oristano fa il suo debutto il 17 ottobre 2010, alla 3ª di campionato della stagione 2010-2011, nella partita persa in casa per 2-0 con la Juventus Torino. Con la squadra di Oristano rimane anche la stagione successiva, congedandosi a fine campionato con un tabellino di 44 presenze e 25 reti segnate.
Nella stagione 2012-2013 torna a vestire la maglia della Torres. All'incontro di debutto in Serie A, il 22 settembre 2012 e 1ª del campionato, partita come riserva entra in campo al 76' rilevando Silvia Fuselli siglando all'87' la rete del definitivo 6-0 con cui le sassaresi si impongono sulla Lazio. Fa il suo debutto internazionale il successivo 3 ottobre, in occasione della partita di ritorno dei sedicesimi di finale della UEFA Women's Champions League 2014-2015, nell'incontro giocato allo Stadio Vanni Sanna di Sassari e vinto per 3-1 dalla Torres sulle cipriote dell'Apollōn Limassol; nell'occasione rileva Sandy Iannella all'87'.
A fine campionato viene nuovamente ceduta in prestito all'Atletico Oristano, dove gioca in Serie B, ridiventato secondo livello nella piramide del campionato, la stagione 2013-2014 e termina il campionato siglando 19 reti su 23 presenze.
La stagione 2014-2015 la vede ancora indossare la maglia della Torres, diventata sezione femminile della S.E.F. Torres 1903. La stagione si rivelerà più ostica delle precedenti per la partenza di atlete di spicco come Patrizia Panico, passata all'AGSM Verona. La Torres riuscirà a raggiungere agevolmente la zona salvezza grazie anche al suo apporto, 8 reti in 25 incontri, seconda realizzatrice della squadra dopo Sabrina Marta Marchese (11) e a pari merito con Giulia Domenichetti. Tuttavia le inadempienze finanziarie della società non permettono l'iscrizione della squadra al campionato successivo e lasciano Pinna e le compagne svincolate.
Nel calciomercato estivo 2015 Pinna decide di affrontare la sua prima avventura internazionale sottoscrivendo un contratto con il West Ham per giocare in FA Women's Premier League Southern Division, terzo livello del campionato inglese.
Nel marzo 2016 viene ingaggiata dalla Pink Sport Time, con cui torna a disputare la Serie A italiana, rimanendo con la società barese fino al termine della stagione 2015-2016, non riuscendo ad impedire la retrocessione della squadra.
Durante il calciomercato estivo 2016 trova un accordo con il San Bernardo Luserna per giocare con la squadra piemontese la stagione entrante di Serie A. Al termine della stagione, conclusasi con la retrocessione del San Bernardo Luserna in Serie B, Pinna si è trasferita nuovamente alla Pink Sport Time, neopromossa in Serie A.
Nell'estate 2018 passa alla Fortitudo Mozzecane, in Serie B, da quella stagione passata a carattere nazionale.
Cambia ancora squadra la stagione successiva, trasferendosi all'Orobica, appena ripescata in Serie A, ma la sua permanenza con la società bergamasca dura pochi mesi e all'inizio di dicembre si svincola. Poco dopo firma un contratto col Cittadella, partecipante al campionato di Serie B.
Per la stagione 2020-2021 Pinna si è trasferita al Pomigliano, contribuendo con le sue dodici reti al secondo posto nella classifica finale del campionato di Serie B e, quindi, alla promozione della società campana per la prima volta in Serie A.
A fine luglio 2021 ha lasciato Pomigliano e si è trasferita al Cesena, rimanendo a giocare in Serie B. Resta legata alla società romagnola fino alla sessione invernale di calciomercato, maturando 8 presenze con 2 reti in campionato prima di trasferirsi al Napoli, dove ha vinto il campionato cadetto nella stagione 2022-23
Nell'estate 2023 non rinnova il contratto con il Napoli e si trasferisce al Freedom, partecipante al campionato di Serie B. Segna il suo primo gol con la nuova maglia nella partita esordiente di campionato contro la Ternana (persa 5-1). Nel corso della sosta del campionato a fine dicembre, si è svincolata dal Freedom, col quale ha segnato 3 reti in 11 partite disputate, e si è trasferita al Bologna, rimanendo a giocare in Serie B. Ha lasciato il club rossoblù al termine della stagione 2023-2024.
L'11 agosto 2024 viene ingaggiata a titolo definitivo dal Lumezzane, neo-promosso in Serie B.

## Palmarès

### Club
- Supercoppa italiana: 1

Torres: 2009
- Campionato italiano: 2

Torres: 2009-2010, 2012-2013
- Campionato italiano di Serie B: 1

Napoli: 2022-2023